# Josef Brück
Josef Brück (* 6. Juni 1924 in Wien; † 2013 in Berlin) war ein deutscher Maler und Grafiker.

## Leben und Werk
Brück kam aus einer jüdischen Familie, die aus Lemberg stammte. Er erlernte in Wien den Beruf des Bäckers. Nach dem „Anschluss“ Österreichs konnte er 1939 mit einem Kindertransport nach England gerettet werden. Wegen der Herkunft seiner Eltern galt er in Großbritannien als Bürger der Sowjetunion. 1944 bis 1948 studierte Brück an der Ruskin School of Art in Oxford. 1947 heiratete er die deutsche jüdische Emigrantin Eva Brück. 1951 wurde ihr Sohn Alexander geboren. Die Ehe wurde 1970 geschieden.
1948 kehrte Brück mit seiner Frau nach Wien zurück. Aus politischer Überzeugung ließ er sich auf die sowjetische Repatriierungsliste setzen. Wegen der schleppenden bürokratischen Abwicklung des Antrags gingen beide 1949, nur mit einem Ausweis für Staatenlose ausgestattet, über Aachen, Hamburg und Westberlin nach Ostberlin, um von dort in die Sowjetunion auszureisen. Dort wurden ihnen die Papiere abgenommen, und sie wollten eigentlich nach Großbritannien zurückkehren. Dann bleiben sie jedoch in Ostberlin, wo sie glaubten, bei der Schaffung eines gerechten, nazi-freien Deutschland mitwirken zu können.
Brück studierte von 1951 bis 1953 an der Kunsthochschule Berlin-Weißensee und hatte dort eine Aspirantur. Dann arbeitete er in Berlin als freischaffender Künstler. 1959 hielt er sich zum Malen auf der Jugendbaustelle des Flughafens Berlin-Schönefeld auf, wobei er u. a. das Porträt eines jungen Arbeiters schuf, für das er in einem vom Berliner Magistrat ausgeschriebenen Wettbewerb einen 2. Preis erhielt. Brück war bis 1990 Mitglied des Verbands Bildender Künstler der DDR. 1960 wurde er mit der Erich-Weinert-Medaille geehrt.
Er war in zweiter Ehe mit der Keramikerin und Malerin Gerda Günther (* 1931) verheiratet und bearbeitete insbesondere von 1969 bis 1989 mit ihr Aufträge für keramische Kunst am Bau.

## Werke (Auswahl)
- Bildnis der Malerin Toni Ebel (Öl auf Leinwand, 1952)[4]
- Porträt eines jungen Bauarbeiters (Kohlezeichnung, um 1959)[5]
- Arbeiter mit Pfeife (Kohlezeichnung, 46 × 36 cm, 1959)[6]
- Junge LPG-Bäuerin (Öl, 60 × 50 cm; u. a. 1962/1963 auf der Fünften Deutschen Kunstausstellung)[7]

## Teilnahme an zentralen und wichtigen regionalen Ausstellungen in der DDR
- 1951/1952: Berlin, Museumsbau am Kupfergraben („Künstler schaffen für den Frieden“)
- 1957 und 1958; Berlin, Bezirkskunstausstellungen
- 1961: Berlin, Deutsche Akademie der Künste („Junge Künstler. Malerei.“)
- 1962/1963: Dresden, Fünfte Deutsche Kunstausstellung
- 1963: Berlin, Pavillon der Kunst (Ausstellung junger Künstler anlässlich des 7. Parlaments der FDJ)